# Taphos aterrimus
Taphos aterrimus là một loài bọ cánh cứng trong họ Cerambycidae.